# Jan Vaerman

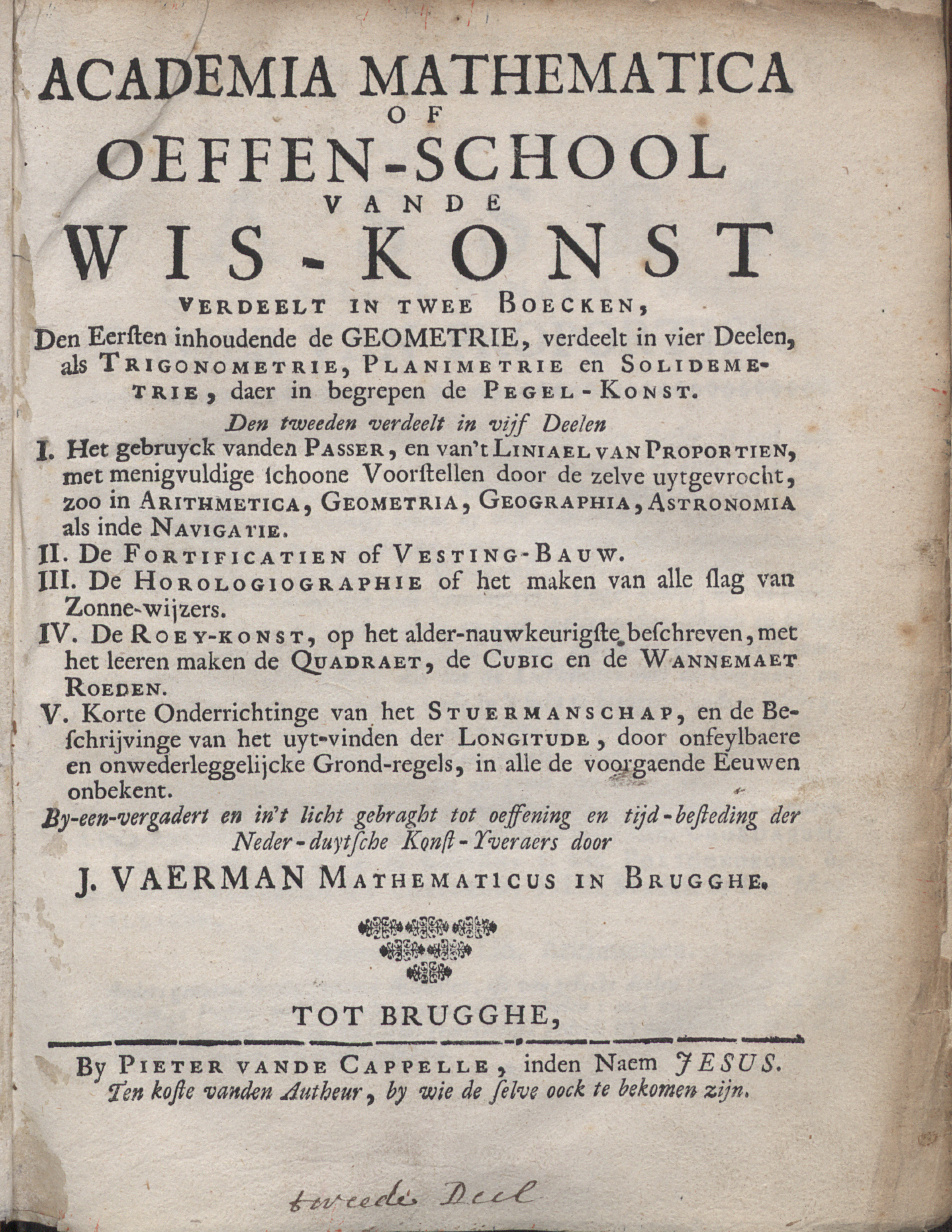
Academia Mathematica of Oeffen-school vande Wis-konst, 1719

Jan Vaerman (Erembodegem, 26 de abril de 1653 — Bruges, 10 de maio de 1731) foi um matemático flamengo.
Vaerman trabalhou como professor de escola, primeiro em Bruges, e depois, de 1693 a 1717, em Tielt. Ele escreveu sobre gramática da língua francesa, aritmética e geometria, trigonometria e planimetria.

## Obras
- Ontledingh der Fransche spraeck-konst. L'anatomie de la grammaire françoise (em neerlandês e francês). Bruges: Franciscus Van Heurce. 1699
- Academia Mathematica of Oeffen-school van de Wis-konst (em neerlandês). Bruges: Pieter vande Cappelle. 1719